# My Hero
"My Hero" é o terceiro single da banda americana de rock Foo Fighters, que está em seu segundo álbum de estúdio intitulado The Colour and the Shape. A canção foi lançada como single em 1998. De acordo com Dave Grohl, a canção é dedicada aos heróis do dia-dia, como ele nunca teve heróis na TV ou nos esportes enquanto crescia.
A canção faz parte da trilha sonora do filme Varsity Blues de 1999, durante a cena no final do jogo de futebol americano. Também está no filme Not Another Teen Movie de 2001, em uma cena paródia do filme Varsity Blues.
Em 2006, o álbum Sound of Superman continha um cover acústico de "My Hero" feito pela banda Paramore.
A canção, junto com o resto do álbum, foi lançado para download pelo video game Rock Band em 13 de novembro de 2008.

## Faixas

### UK CD
1. "My Hero" - 4:21
2. "Baker Street" (cover do Gerry Rafferty) - 5:39
3. "Dear Lover" - 4:34
4. Extra:
  - Everlong [Video]
  - Monkey Wrench [Video]

### Edição especial japonesa
1. "My Hero"
2. "Requiem" (cover do Killing Joke)
3. "Drive Me Wild" (cover do Vanity 6)
4. "Down In The Park" (cover do Gary Numan)
5. "Baker Street" (cover do Gerry Rafferty)
6. "See You" (acústico)
7. "For All The Cows" (versão acústica ao vivo do Japão)

## Créditos
- Dave Grohl - vocal, guitarra ritmica, bateria
- Pat Smear - guitarra
- Nate Mendel - baixo

## Posição nas paradas
| Paradas (1998)                                 | Melhor posição |
| ---------------------------------------------- | -------------- |
| Austrália (ARIA)                               | 74             |
| European Hot 100 Singles (Music & Media)       | 53             |
| Escócia (Scottish Singles Chart)               | 19             |
| Reino Unido (UK Singles Chart)                 | 21             |
| Estados Unidos (Billboard Radio Songs)         | 59             |
| Estados Unidos (Billboard Alternative Airplay) | 6              |
| Estados Unidos (Billboard Mainstream Rock)     | 8              |